# 꼬마자동차 붕붕
《꼬마자동차 붕붕》(일본어: へーい!ブンブー, 헤이 붐부)은 닛폰 애니메이션에서 제작한 TV 시리즈물로 1985년 4월 8일부터 1986년 3월 25일까지 NHK에서 방영되었다. 전130화로 편당 10분으로 이루어졌다. 원제는 《헤이! 붐부》이다. 
대한민국에서는 1985년 11월 7일부터 1986년 5월 22일까지 KBS1를 통해 방영되었다

## 방송 일시
| 방송 채널 | 방송 기간                                                                                            | 방송 시간 |
| --------- | --- | --------- |
| NHK       | 1985년 4월 8일 ~ 1986년 3월 25일                                                                     | 종료      |
| KBS1      | 1985년 11월 7일 ~ 1986년 5월 20일                                                                    | 종료      |
| EBS1      | 2009년 10월 5일 ~ 2010년 3월 29일 2010년 3월 30일 ~ 2010년 8월 20일 2011년 9월 2일 ~ 2012년 8월 24일 | 종료      |

## 개요
항상 차를 가지고 싶어했던 여덟 살 소년 철이와 알에서 태어난 말하는 노란 자동차 붕붕은 자신의 어머니를 뵈러 함께 세계를 여행하게 된다. 그러는 동안 둘은 서로 친한 친구가 된다. 중간중간 몽키박사가 이들의 여행을 방해하지만, 둘은 힘을 합쳐 이겨나간다.
둘은 여행을 하면서 많은 사람들을 돕는다. 가끔은 또다른 말하는 차들도 만난다. 그들과의 경주에서 붕붕은 언제나 승리를 거둔다. 왜냐하면 한글판 주제가에서도 알 수 있든 붕붕은 "꽃향기를 맡으면 힘이 솟는 꼬마자동차"이기 때문이다.

## 한국어판 등장인물
한국어판에서는 등장인물의 이름이 다음과 같이 변경되었다.
- 붐부 - 붕붕
- 켄 - 철이

## 한국판 성우진 (KBS)
- 손정아 - 붕붕
- 송도영 - 철이
- 탁원제
- 신세인

## 에피소드
| 방송일     | 회차  | 제목                |
| ---------- | ----- | ------------------- |
| 1985.11.5  | 1화   | 살아있는 자동차     |
| 1985.11.5  | 2화   | 아기가 태어나요     |
| 1985.11.6  | 3화   | 붕붕의 곡예 솜씨    |
| 1985.11.6  | 4화   | 자동차 감기약       |
| 1985.11.7  | 5화   | 자동차 경주         |
| 1985.11.7  | 6화   | 짝사랑              |
| 1985.11.12 | 7화   | 무서운 피라니아     |
| 1985.11.12 | 8화   | 대지진              |
| 1985.11.13 | 9화   | 거짓말쟁이 인디언   |
| 1985.11.13 | 10화  | 난폭한 트럭운전사   |
| 1985.11.14 | 11화  | 보물선 찾기         |
| 1985.11.14 | 12화  | 엄마의 사랑         |
| 1985.11.19 | 13화  | 청룡열차 붕붕호     |
| 1985.11.19 | 14화  | 상어 낚시           |
| 1985.11.20 | 15화  | 불쌍한 당나귀       |
| 1985.11.20 | 16화  | 사막의 모래바람     |
| 1985.11.21 | 17화  | 외로운 유령         |
| 1985.11.21 | 18화  | 말썽꾸러기 길들이기 |
| 1985.11.26 | 19화  | 이가 아파요         |
| 1985.11.26 | 20화  | 번쩍이는 신         |
| 1985.11.27 | 21화  | 하늘을 날고 싶어요  |
| 1985.11.27 | 22화  | 웃음버섯            |
| 1985.11.28 | 23화  | 길 잃은 아기 코끼리 |
| 1985.11.28 | 24화  | 아이스크림이 녹아요 |
| 1985.12.3  | 25화  | 엄마 찾아 북극에    |
| 1985.12.3  | 26화  | 무인도의 괴물       |
| 1985.12.4  | 27화  | 잃어버린 붕붕       |
| 1985.12.4  | 28화  | 아기 새 구출작전    |
| 1985.12.5  | 29화  | 이상한 도둑         |
| 1985.12.5  | 30화  | 아이 배고파         |
| 1985.12.10 | 31화  | 가짜의사            |
| 1985.12.10 | 32화  | 소녀가수            |
| 1985.12.11 | 33화  | 엄마 잃은 쫄랑이    |
| 1985.12.11 | 34화  | 도둑맞은 가방       |
| 1985.12.12 | 35화  | 덜컹거리는 배       |
| 1985.12.12 | 36화  | 새가 된 붕붕        |
| 1985.12.17 | 37화  | 유령선의 함정       |
| 1985.12.17 | 38화  | 스키는 무서워       |
| 1985.12.18 | 39화  | 아기새의 둥지       |
| 1985.12.18 | 40화  | 독거미 대작전       |
| 1985.12.19 | 41화  | 세계 최고의 모델    |
| 1985.12.19 | 42화  | 스핑크스의 수수께끼 |
| 1985.12.24 | 43화  | 말다툼              |
| 1985.12.24 | 44화  | 겁쟁이들의 우정     |
| 1985.12.25 | 45화  | 멍멍이의 첫사랑     |
| 1985.12.25 | 46화  | 붕붕의 신통력       |
| 1985.12.26 | 47화  | 세가지 예언         |
| 1985.12.26 | 48화  | 생일선물            |
| 1985.12.31 | 49화  | 줄타기 곡예         |
| 1985.12.31 | 50화  | 엉터리 병원선       |
| 1986.1.7   | 51화  | 값진 보물           |
| 1986.1.7   | 52화  | 주차위반            |
| 1986.1.8   | 53화  | 인기 최고           |
| 1986.1.8   | 54화  | 용감한 개           |
| 1986.1.9   | 55화  | 붕붕의 반칙         |
| 1986.1.9   | 56화  | 명견의 실수         |
| 1986.1.15  | 57화  | 물감축제            |
| 1986.1.15  | 58화  | 털보작전            |
| 1986.1.16  | 59화  | 세차소동            |
| 1986.1.16  | 60화  | 무선자동차 놀이     |
| 1986.1.17  | 61화  | 카우보이 실습       |
| 1986.1.17  | 62화  | 신데렐라의 마차     |
| 1986.1.22  | 63화  | 늑대소년            |
| 1986.1.22  | 64화  | 놀이터를 지켜라     |
| 1986.1.23  | 65화  | 드라큘라 성         |
| 1986.1.23  | 66화  | 사자와 다이아몬드   |
| 1986.1.24  | 67화  | 유모차 소동         |
| 1986.1.24  | 68화  | 달콤한 벌꿀         |
| 1986.1.28  | 69화  | 바퀴가 아파요       |
| 1986.1.28  | 70화  | 말썽꾸러기 아기 양  |
| 1986.1.29  | 71화  | 호랑이가 된 붕붕    |
| 1986.1.29  | 72화  | 앵무새 작전         |
| 1986.1.30  | 73화  | 황금의 마을         |
| 1986.1.30  | 74화  | 요란한 딸꾹질       |
| 1986.2.4   | 75화  | 할아버지 만세!      |
| 1986.2.4   | 76화  | 무전여행            |
| 1986.2.5   | 77화  | 원숭이 사냥꾼       |
| 1986.2.5   | 78화  | 보물지도            |
| 1986.2.6   | 79화  | 꼬마 마술사         |
| 1986.2.6   | 80화  | 철이의 베짱         |
| 1986.2.11  | 81화  | 힘이 넘쳐요         |
| 1986.2.11  | 82화  | 일곱 꼬마 붕        |
| 1986.2.12  | 83화  | 투우사와 붕붕       |
| 1986.2.12  | 84화  | 미로작전            |
| 1986.2.13  | 85화  | 소방붕과 백차붕     |
| 1986.2.13  | 86화  | 카누경주            |
| 1986.2.18  | 87화  | 똑같은 케이크 상자  |
| 1986.2.18  | 88화  | 가짜형사            |
| 1986.2.19  | 89화  | 살아난 고물버스     |
| 1986.2.19  | 90화  | 묘한 작별인사       |
| 1986.2.20  | 91화  | 거대한 알           |
| 1986.2.20  | 92화  | 토끼와 거북이       |
| 1986.2.25  | 93화  | 이야기 속의 목마    |
| 1986.2.25  | 94화  | 골키퍼 붕붕         |
| 1986.2.26  | 95화  | 돌고래 뽀삐         |
| 1986.2.26  | 96화  | 자동차 대행진       |
| 1986.2.27  | 97화  | 굴뚝과 양말         |
| 1986.2.27  | 98화  | 유령의 집           |
| 1986.3.4   | 99화  | 아이고 가려워       |
| 1986.3.4   | 100화 | 아빠가 된 붕붕      |
| 1986.3.5   | 101화 | 땅 속의 보물        |
| 1986.3.5   | 102화 | 겁쟁이 백차붕       |
| 1986.3.6   | 103화 | 공포의 강줄기       |
| 1986.3.6   | 104화 | 꼬마 명탐정         |
| 1986.3.11  | 105화 | 로봇 대작전         |
| 1986.3.11  | 106화 | 별나라 소동         |
| 1986.3.12  | 107화 | 춤추는 미라         |
| 1986.3.12  | 108화 | 붕붕의 엄마         |
| 1986.3.13  | 109화 | 등대지기            |
| 1986.3.13  | 110화 | 엉터리 세계일주     |
| 1986.3.18  | 111화 | 오로라의 전설       |
| 1986.3.18  | 112화 | 우주여행            |
| 1986.3.19  | 113화 | 고장 난 트럼펫      |
| 1986.3.19  | 114화 | 풀피리 소리         |
| 1986.3.20  | 115화 | 뚱보의 괴로움       |
| 1986.3.20  | 116화 | 낳은 정 기른 정     |
| 1986.3.25  | 117화 | 아기 캥거루         |
| 1986.3.25  | 118화 | 우리는 친구         |
| 1986.3.26  | 119화 | 네스호의 괴물       |
| 1986.3.26  | 120화 | 날으는 양탄자       |
| 1986.3.27  | 121화 | 꼬마 퀴즈 왕        |
| 1986.3.27  | 122화 | 붕붕의 추리         |
| 1986.4.2   | 123화 | 꽃과 도시           |
| 1986.4.2   | 124화 | 겁쟁이들의 우정     |
| 1986.4.3   | 125화 | 말괄량이 예쁜 붕    |
| 1986.4.3   | 126화 | 붕붕 엄마를 만나다  |